# 2008 au Groenland
Cet article présente les faits marquants de l'année 2008 au Groenland.

## Évènements
- Mardi 25 novembre 2008 :
  - Les Groenlandais se prononcent, par référendum, sur un projet d'autonomie élargie[1]. Peuplé de 57 000 habitants (dont 50 000 Inuits et 7 000 Danois de la métropole), le territoire bénéficie déjà d'un statut d'autonomie interne depuis 1979, le nouveau statut lui permettrait d'acquérir 26 autres compétences, en particulier le droit à l'autodétermination et la reconnaissance en tant que peuple conformément au droit international et le droit sur toutes ses ressources minérales (pétrole, gaz, or, diamants, uranium).
  - Le « oui » l'emporte par 75,5 % des suffrages exprimés contre 23,5 % au « non ». 39 000 électeurs de 80 villes et villages étaient appelés à se prononcer. Le chef du gouvernement de Nuuk, Hans Enoksen déclare : « Le Groenland a reçu un mandat pour aller plus loin » sur le chemin de l'indépendance[2].